# Óscar Aguilera
Óscar Aguilera (11 marca 1935) – piłkarz paragwajski, napastnik.
Jako gracz klubu Club Olimpia był w kadrze reprezentacji podczas finałów mistrzostw świata w 1958 roku, gdzie Paragwaj, pomimo bardzo bobrej postawy, odpadł już w fazie grupowej. Aguilera, choć zagrał we wszystkich czterech meczach eliminacyjnych z Kolumbią i Urugwajem, w finałach nie zagrał ani razu.
Po mistrzostwach Aguilera przeniósł się do Hiszpanii, gdzie do 1961 roku grał w klubie Sevilla FC.
Nigdy nie wziął udziału w turnieju Copa América.